# Bardage (parement)
Pour les articles homonymes, voir Bardage.

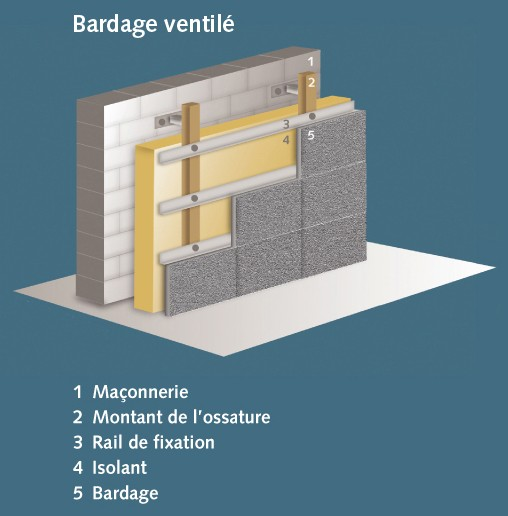
Mur manteau, bardage ventilé.

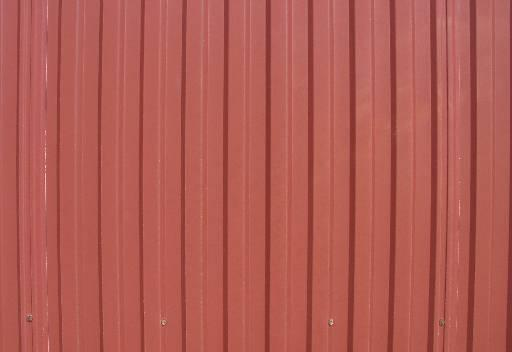
Bardage en tôle profilée.

Le bardage désigne, en architecture et en construction, tout revêtement de façade constitué d'éléments rapportés sur une structure. Généralement composé de bois, de métal ou de matériaux composites, il apporte protection contre les intempéries et forme une couche esthétique extérieure.

## Généralités
On peut distinguer :
- bardages en bois ;
- bardages céramiques ;
- bardages en matériaux composites ;
- bardages métalliques ;
- bardages en pierre.

Lorsqu'il s'agit de revêtement massif en pierre, en brique, on parle plus volontiers de parement.
Le bardage est une des solutions proposées dans la technique de mur manteau (isolation par l'extérieur). Une ossature croisée supporte le bardage et d'autre part l'isolant thermique.
En Normandie, on utilise souvent le terme d'« essentage » pour désigner ces revêtements de bardeaux, d'ardoises, voire de tuiles. 
Le bardage est réalisé par le charpentier ou le couvreur, le parement est réalisé par le maçon.

## Description
Le bardage est l'application d'un matériau sur un autre pour créer une coque ou une couche. Dans la construction, le bardage est utilisé pour assurer un certain degré d'isolation thermique et de résistance aux intempéries, et pour améliorer l'aspect des bâtiments et des pièces,,.
Le film de protection contre la pluie est une forme de revêtement conçu pour protéger contre les intempéries, mais aussi pour fournir une isolation thermique.
Le revêtement intérieur vise à assurer la protection thermique, l'insonorisation, l'aménagement intérieur et la préparation complète des pièces en vue d'une future utilisation résidentielle ou commerciale.
Le bardage lui-même n'a pas besoin d'être imperméable, il s'agit simplement d'un élément de contrôle : il ne peut servir qu'à détourner l'eau ou le vent en toute sécurité pour contrôler l'écoulement et l'empêcher de pénétrer dans la structure du bâtiment. Le bardage peut également être un élément de contrôle du bruit, tant à l'intérieur qu'à l'extérieur. Les bardages peuvent présenter un risque d'incendie en raison de leur construction ou de leur matériau.

### Matériaux
Les bardages peuvent être fabriqués à partir d'un large éventail de matériaux, dont le bois, le métal, la brique, le vinyle, le verre et les matériaux composites, qui peuvent inclure de l'aluminium, du bois, des mélanges de ciment et de polystyrène recyclé ou des fibres de paille de blé ou de riz.